# Fricativa postalveolar sonora
La consonant fricativa postalveolar sonora és un fonema que es transcriu [ʒ] en l'AFI, una z llatina minúscula amb cua que prové de les zetes medievals cursives. En la notació romànica es representava [ž]. Està present en algunes llengües del món. D'altres el superposen amb el corresponent so palatal. És una consonant pulmonar oral central. És un so sibilant fricatiu, perquè l'aire produeix una turbulència en el seu passatge per la boca. S'articula amb la llengua recolzada darrere les dents, gairebé tocant el paladar per a modificar la columna d'aire que ve dels pulmons. És un so sonor perquè fa vibrar les cordes vocals.
El català posseeix aquest fonema, que apareix com a sonorització de [ʃ] (Fricativa postalveolar sorda), com el so típic de la lletra J, o com el de G davant de les vocals E i I. Aquesta alternança de grafies pot presentar problemes per a l'ortografia. Cal recordar que la norma general és posar J davant A, O, U, i G amb la resta de vocals, si bé hi ha excepcions com manlleus o grups etimològics tals com -ject-, -jecc- (e.g. trajecte, injecció).
En valencià aquest fonema només està present en la sonorització de [ʃ]: peix blau ([pe(i)ʒ.blaw]). Amb les consonants "j" i "g" s'utilitza la variant africada [dʒ͡].